# Gyrinus pleuralis
Gyrinus pleuralis là một loài bọ cánh cứng trong họ van Gyrinidae. Loài này được Fall miêu tả khoa học năm 1922.